# تساک
تساک (به مجاری:  Cák) یک شهرداری در مجارستان است که در ناحیهٔ کوسگ واقع شده‌است. تساک ۶٫۴۸ کیلومتر مربع مساحت و ۲۸۲ نفر جمعیت دارد.